# Gefallenenglocke (Rovereto)

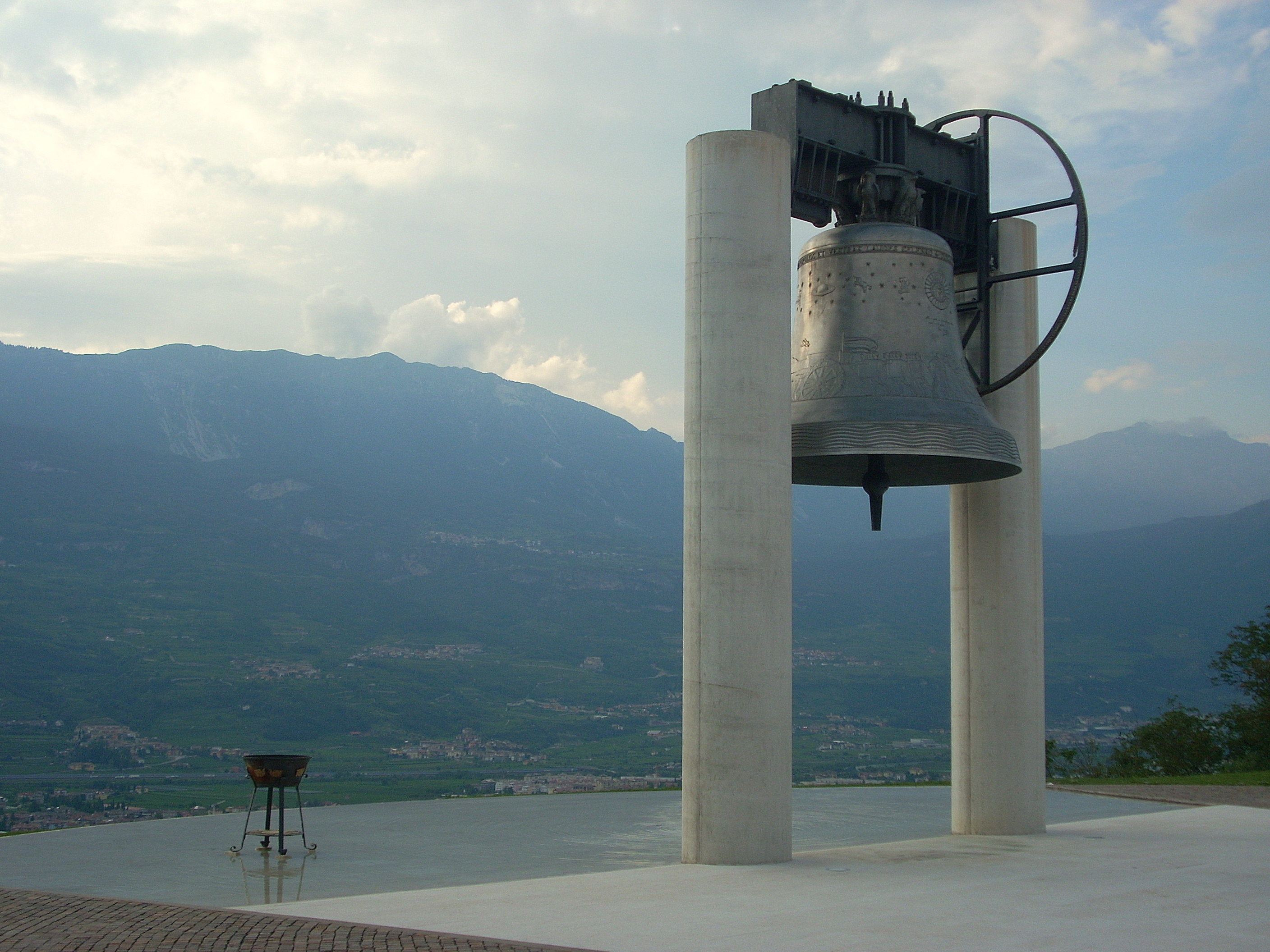
Die Gefallenenglocke Maria Dolens

Die Campana dei Caduti  Maria Dolens (dt. Gefallenenglocke Maria Dolens) oder auch nur Campana dei Caduti ist eine Gedenkstätte in der norditalienischen Stadt Rovereto in der Provinz Trient. Sie liegt südöstlich der Altstadt auf einem Bergvorsprung, dem sog. Miravalle (dt. Talblick). Den zentralen Punkt der Gedenkstätte bildet die Glocke Maria Dolens.

## Geschichte
Die Gefallenenglocke ist Teil einer Erinnerungskultur, die in Rovereto als ehemaliger Frontstadt des Ersten Weltkrieges zusammen mit dem ebenfalls in der Nachkriegszeit der 1920er und 1930er Jahren entstandenen Kriegsmuseum und dem Beinhaus Castel Dante gleich auf mehrfache Weise ihren Ausdruck fand.
Die Glocke entstand auf Initiative des aus Rovereto stammenden Priesters Don Antonio Rossaro, dessen Name eng mit der Glocke verbunden ist. Bei ihrem Guss 1924 griff man auch auf Kanonenrohre zurück, die von den ehemaligen Kriegsnationen für diesen Zweck gestiftet worden waren. Sie wurde zweimal, 1939 und 1964, neu gegossen und dabei jeweils vergrößert. Heute ist sie die fünftgrößte schwingend läutende Glocke der Welt. und erinnert allabendlich mit ihren hundert Glockenschlägen an die Toten aller Kriege und sendet gleichzeitig ihre Friedensbotschaft aus.
Von 1925 bis 1961 stand sie auf dem Turm Malipiero der Burg von Rovereto. Für die dritte Glocke wurde 1965 eine eigene Gedenkstätte etwas oberhalb des Beinhauses Castel Dante errichtet, an der sie sich auch heute noch befindet. Geleitet wird die Gedenkstätte von einer privaten Stiftung (Fondazione Opera Campana dei Caduti) der 93 Länder angehören.

### Die erste Glocke
Die erste Glocke wurde am 30. Oktober 1924 in Trient gegossen und am 24. Mai 1925 zum zehnten Jahrestages des italienischen Kriegseintrittes unter Beisein von Königin Margherita von Italien auf den Namen Maria Dolens geweiht. Sie hatte ein Gewicht von 11.000 kg und maß 258 cm in der Höhe und 255 cm im Durchmesser, der Klöppel wog 600 kg.
Die künstlerische Ausgestaltung der Glockenform übernahm der aus dem Nonstal stammende Bildhauer Stefano Zuech. Die Fadenreliefs an der Außenwand umfassten vier Figurengruppen, die sich aus 32 60 cm hohen Figuren zusammensetzten und sich mit den Themen Abschied, Kampf, Tod und Sieg befassten. Die Gussform der ersten Glocke ist heute im Glockensaal des Kriegsmuseums in Rovereto ausgestellt.
Am 4. Oktober 1925 läutete sie unter Anwesenheit des italienischen Königs Viktor Emanuel III. zum ersten Mal vom Burgturm Malipiero, auf dem extra ein Holzgerüst errichtet worden war. Bereits bei der Einweihung stellte man allerdings ihre schlechte Klangqualität fest und ihr Initiator Don Rossaro dachte bereits darüber nach, eine neue Glocke gießen zu lassen. Dazu kam es allerdings erst 14 Jahre später. Ausschlaggebend dafür war vor allem der Umstand, dass auch das in die Jahre gekommene Holzgerüst baufällig wurde und ausgetauscht werden musste. Am 21. Juli 1937 schlug die erste Glocke zum letzten Mal und im März 1938 wurde sie schließlich abmontiert und zerkleinert.

### Die zweite Glocke
Für den Guss der zweiten Glocke, bei dem man auch die zerkleinerten Teile der ersten Glocke wiederverwertete, waren gleiche zwei Anläufe notwendig, da beim ersten Versuch im Oktober 1938 die Gussform auseinanderbrach. Der zweite Versuch wurde erfolgreich am 13. Juni 1939 in einer Gießerei in Verona abgeschlossen. Die zweite Glocke hatte ein Gewicht von 16.280 kg, eine Höhe und einen Durchmesser von 300 cm.
Die künstlerische Ausgestaltung oblag wieder dem Bildhauer Stefano Zuech, der aufgrund der nun größeren Glocke zusätzliche Fadenreliefs einfügte, darunter weitere 14 Figuren mit Motiven über die vom Krieg hinterlassenen Verwüstungen und Zerstörungen.
Aufgrund des im September 1939 ausgebrochenen Zweiten Weltkrieges zögerte Don Rossaro, ob es überhaupt angebracht sei, die Glocke einzuweihen. Erst am 26. Mai 1940, wenige Tage vor dem italienischen Kriegseintritt am 10. Juni, wurde sie unter Anwesenheit des italienischen Prinzen Filiberto di Savoia-Genova in Rovereto geweiht. Aufgrund der durch den Krieg auferlegten Beschränkungen – so fehlte es vor allem am nötigen Baumaterial für die Fertigstellung des Stahlbetonfundamentes und des neuen Stahlgerüstes – konnte die Glocke erst am 5. Mai 1944 wieder aufgehängt werden. Sie läutete aber erst wieder nach Kriegsende am 20. Mai 1945. Wegen des noch nicht installierten Elektromotors, der den Schwenkmechanismus in Bewegung setzte, musste sie dabei noch von 15 Männern in Schwingung gebracht werden. Der Elektromotor wurde im März 1946 in Betrieb genommen, woraufhin am 20. April 1946 die feierliche Einweihung der zweiten Glocke stattfinden und dann der normale Betrieb wieder aufgenommen werden konnte.
Mit dem Tode Antonio Rossaros im Januar 1952 war auch ein Nachfolger für die Leitung der Glocke nötig. Der damit beauftragte Kapuzinerpater Eusebio Jori machte sich daran ein neues Gesamtkonzept auszuarbeiten, bei dem die Glocke an einem neu zu errichtenden Standort aufgestellt werden sollte. Dieses Konzept verblieb zunächst in der Schublade und wurde erst 1960 wieder hervorgeholt, als ein fünf Jahre zuvor reparierter Riss an der Glocke wieder aufbrach und man sich entschloss, die Glocke zum zweiten Male neu zu gießen und an einem anderen Standort aufzustellen. Die Entscheidung, dass die Glocke nicht mehr auf die Burg zurückkehren sollte, spaltete die öffentliche Meinung. Insbesondere die Leitung des Kriegsmuseums, die einen Besucherrückgang befürchtete, sträubte sich gegen diesen Entschluss, woraus sich ein Rechtsstreit zwischen beiden Einrichtungen entwickelte, der durch alle Instanzen ging und erst 1983 beendet wurde. Am 31. August 1960 schlug die zweite Glocke zum letzten Mal, und am 19. Mai 1961 wurde sie abmontiert und nach Reggio Emilia in die Gießerei gebracht. Zuvor hatte der Lions Club sich bereit erklärt für die Kosten des dritten Gusses aufzukommen.

### Die dritte Glocke

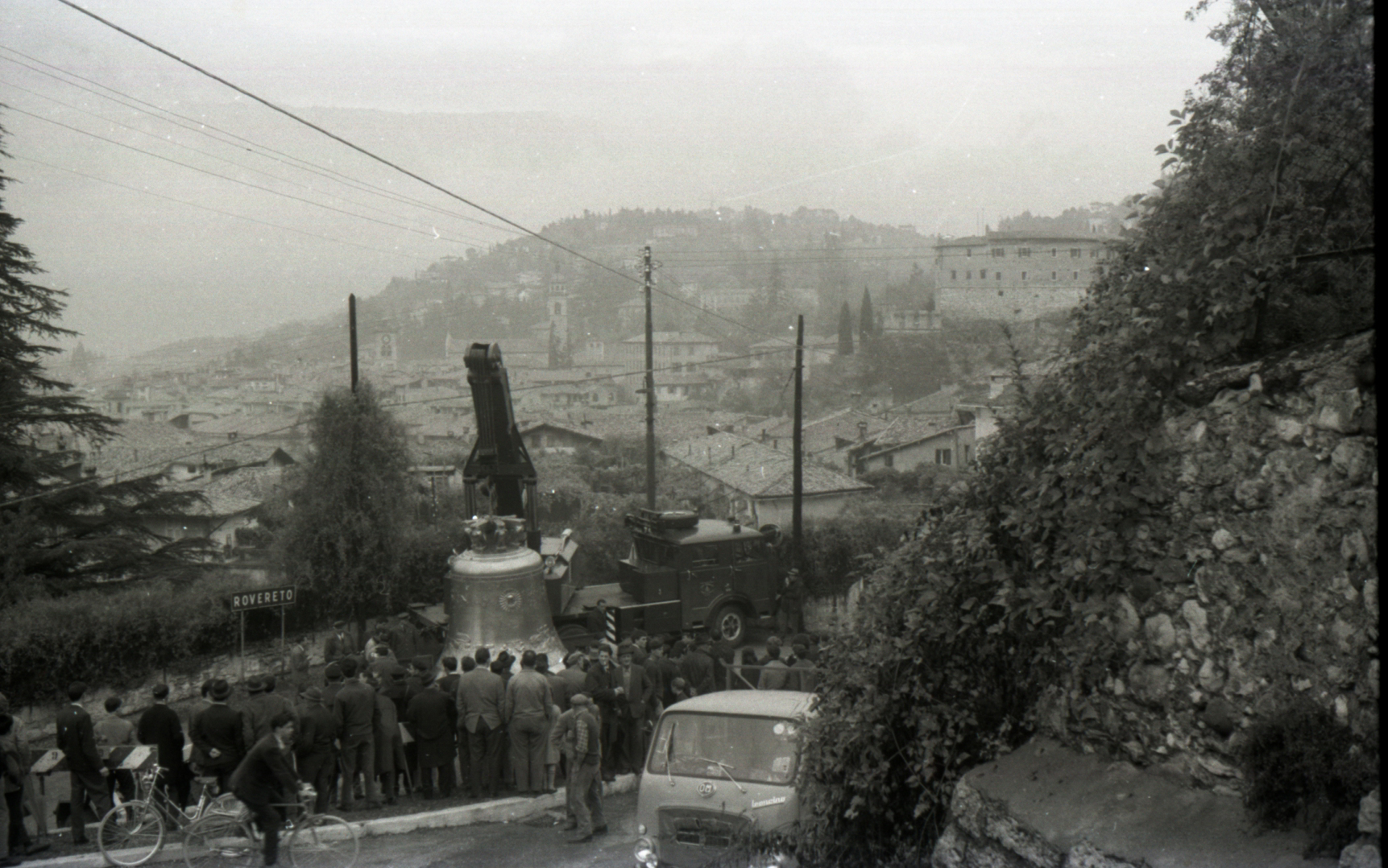
Die dritte Glocke auf ihrem Weg zum neuen Standort Miravalle im November 1965

Die dritte Glocke wurde am 1. Oktober 1964 in der Glockengießerei Capanni in Reggio Emilia gegossen. Gegenüber den Vorgängern nahm sie an Gewicht und Umfang nochmals zu. Sie besitzt nun ein Gesamtgewicht von 22.639 kg und weist eine Höhe von 336 cm sowie einen Durchmesser von 321 cm auf. Der Klöppel hat nach wie vor ein Gewicht von 600 kg. Der Schlagton ist B00.
An den Glockenritzzeichnungen wurden diesmal keine großen Veränderungen durchgeführt, so dass sie sich von ihrer Vorgängerin äußerlich nur geringfügig unterscheidet. Am 26. Februar 1965 war die Glocke abgekühlt und konnte von ihrer Gussform befreit werden. Im Oktober des gleichen Jahres wurde sie der neu gegründeten Stiftung übergeben und nach Rom gebracht, wo sie am 31. Oktober 1965 auf dem Petersplatz von Papst Paul VI. geweiht wurde. Am 6. November 1965 langte die Glocke an ihrem neuen Standort auf dem Miravalle an, an dem sie heute noch steht und am 10. April 1966 (Ostersonntag) schlug sie zum ersten Mal von dort aus.
Die Gedenkstätte blieb lange Zeit, auch aufgrund des schwelenden Rechtsstreites, ein Provisorium, dennoch konnte sie in den 1970er Jahren bis zu 100.000 Besucher verzeichnen. In den 1980er Jahren fand eine Neuausrichtung und Modernisierung der Stiftungsziele statt. Lag der Ursprungsgedanke der Glocke darin an die Gefallenen des Ersten Weltkrieges zu erinnern, wurde dies Ende des Zweiten Weltkrieges auf alle Kriege und auf alle Opfer ausgedehnt. Mit der Neuausrichtung sollte dagegen nicht nur der Toten gedacht, sondern auch zum Frieden ermahnt werden. Von 2002 bis 2008 wurde die Gedenkstätte umgebaut, die bestehenden Gebäude vergrößert, ein Auditorium errichtet, das auch für Ausstellungen genutzt werden kann, das Archiv restauriert und eine Bibliothek eingerichtet. Vor allem aber wurde der Außenbereich der Glocke komplett neugestaltet und zwei mehrstufige überdachte Tribünen in Form eines Amphitheaters errichtet, in deren Mitte, etwas zum Hügelrand versetzt, die Gefallenenglocke heute steht.

## Bilder

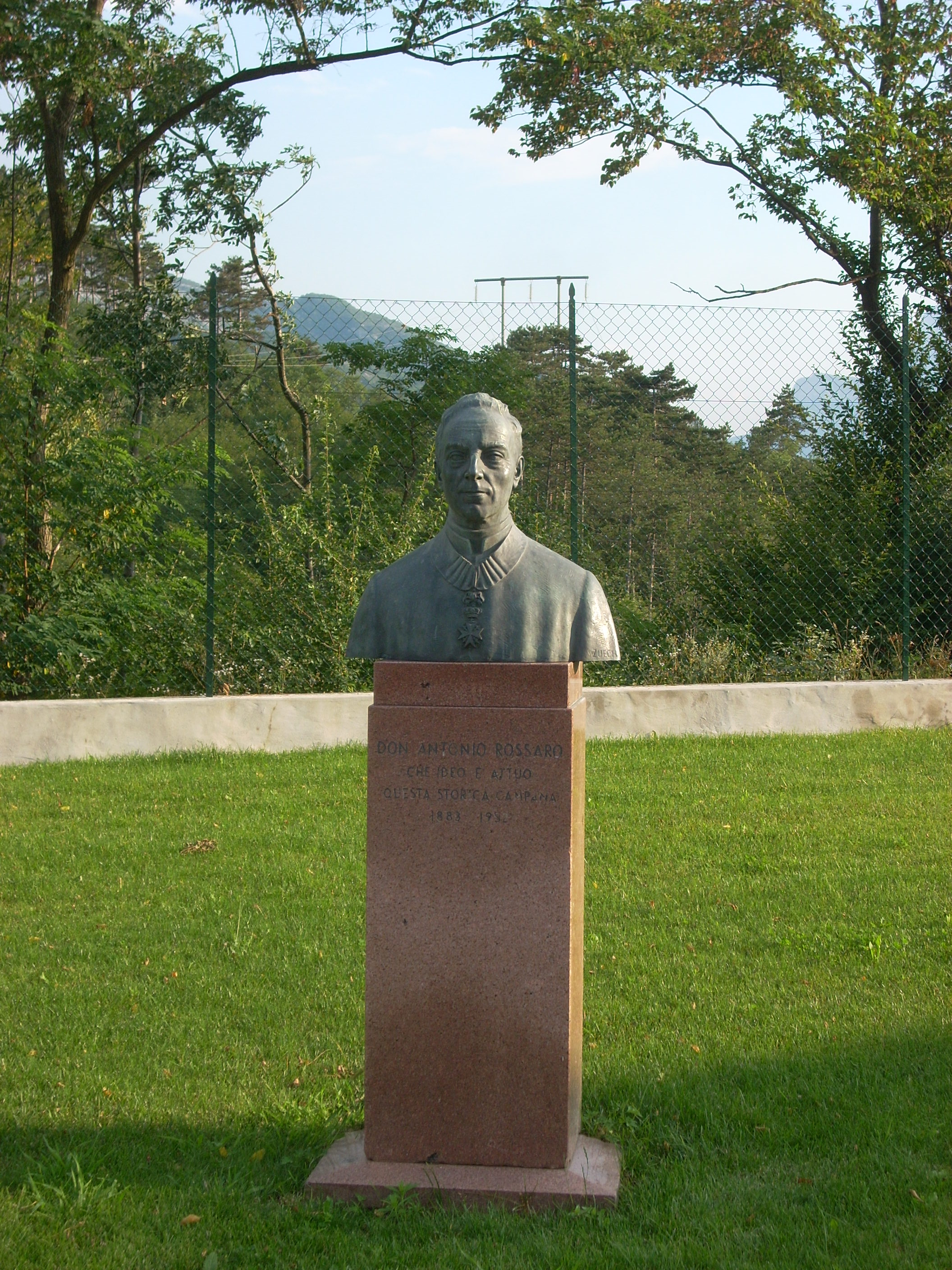
Büste von Don Antonio Rossaro in der Gedenkstätte
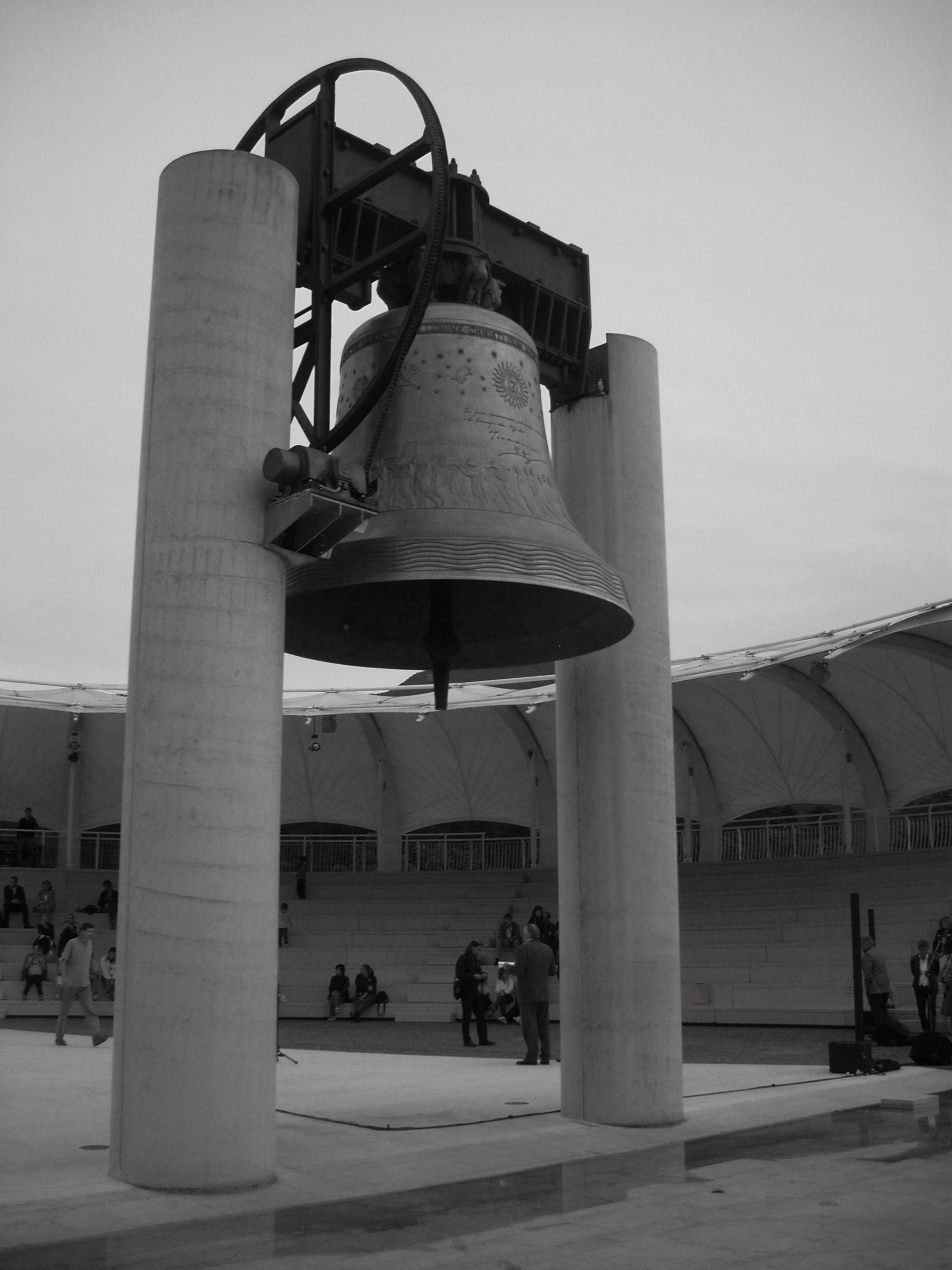
Die Glocke mit den Tribünen im Hintergrund
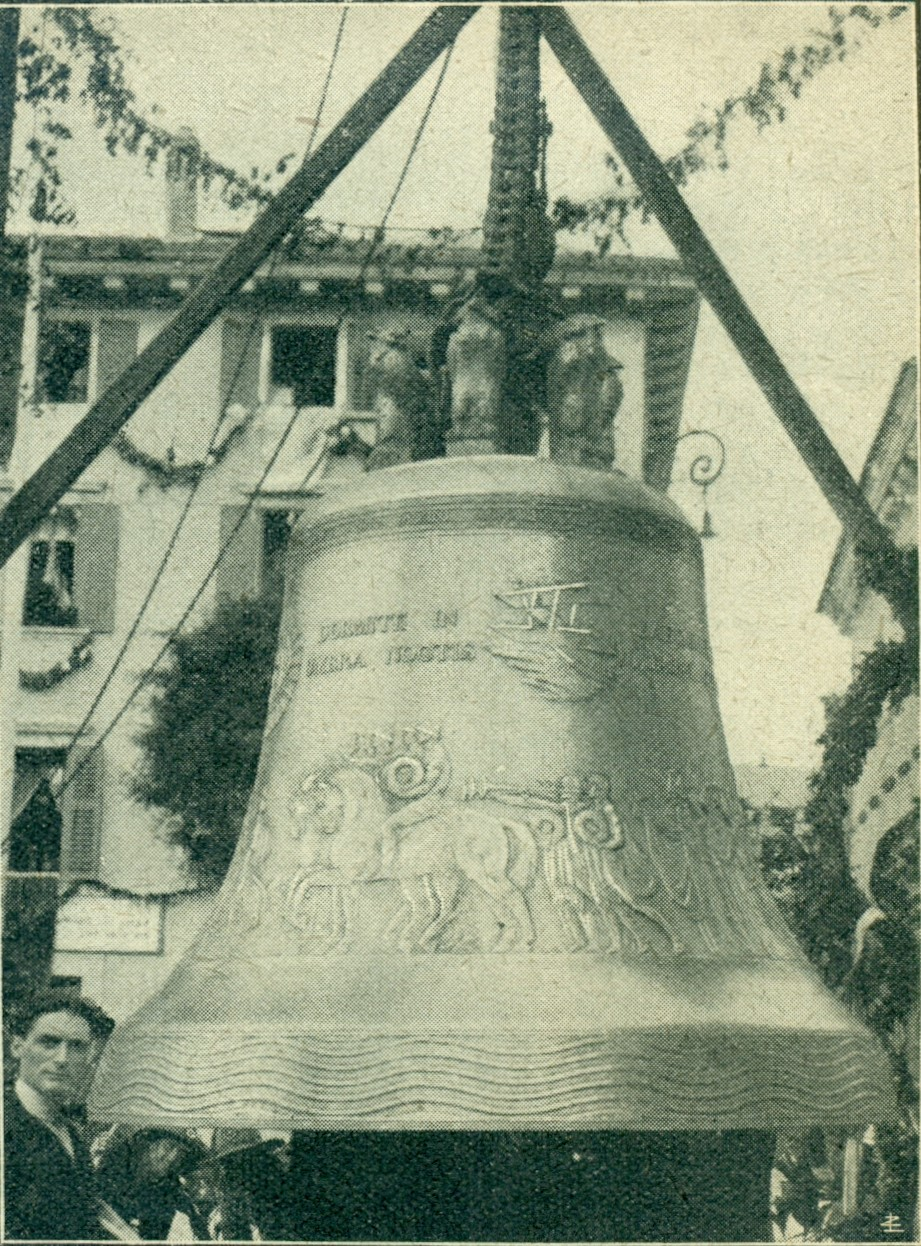
Die erste Glocke bei ihrem Einzug nach Rovereto 1925
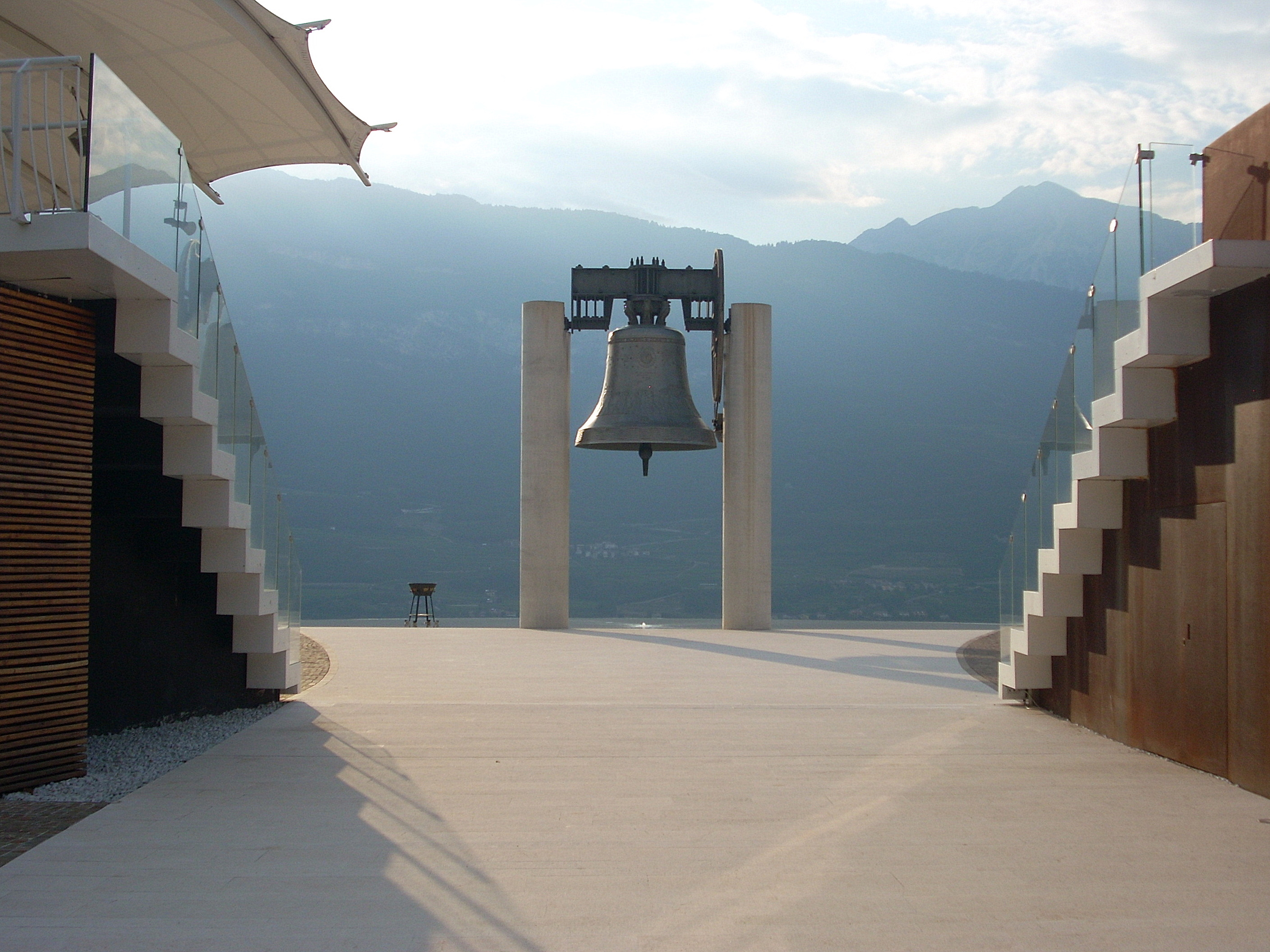
Der Zugang zum Tribünenbereich und zur Glocke